# Peter Gutzeit
Peter Gutzeit (* 14. Dezember 1946) ist ein ehemaliger deutscher Fußballspieler.

## Spielerkarriere
Peter Gutzeit begann seine Karriere als Fußballspieler bei Union Böckingen, bevor er 1968 zum FK Pirmasens in die Regionalliga Südwest wechselte. Dort belegte der FKP den vierten Platz. 1969/70 wurde Gutzeit mit seinem Klub Vize-Meister hinter SV Alsenborn. Dadurch qualifizierte sich Pirmasens für die Aufstiegsrunde zur 1. Bundesliga, konnte sich dort jedoch nicht behaupten und wurde Letzter in der Gruppe 2. Auch in der Spielzeit darauf konnte Pirmasens den zweiten Platz erobern. Lediglich das schlechtere Torverhältnis gegenüber Borussia Neunkirchen verhinderte die Meisterschaft. Trotzdem nahm man erneut an der Aufstiegsrunde teil, musste dort aber VfL Bochum und VfL Osnabrück den Vortritt überlassen.
Daraufhin wechselte Gutzeit im Sommer 1971 zu Hertha BSC in die 1. Bundesliga, wo er unter Trainer Helmut Kronsbein zu 25 Einsätzen kam und dabei zwei Treffer erzielte. Auch im UEFA-Pokal kam er in den Partien gegen IF Elfsborg zu zwei Kurzeinsätzen, wobei ihm dabei ein Tor gelang. 1972/73 bestritt Gutzeit 21 Bundesliga-Partien und fünf Tore, wodurch er drittbester Hertha-Torschütze hinter Lorenz Horr (12 Tore) und Erich Beer (10) wurde. 1974 belegte Hertha den achten Tabellenplatz. Allerdings kam Gutzeit unter Kronsbein und dem neuen Trainer Hans Eder nur noch zu 18 Einsätzen bei sechs Toren.
Deshalb ging er im Sommer 1974 zum Karlsruher SC in die neu eingeführte 2. Bundesliga Süd, wo er unter Carl-Heinz Rühl als Mittelfeldspieler eingesetzt wurde und auf Anhieb Meister wurde. Hinter Bernd Hoffmann, dem 25 Treffer gelangen, wurde Gutzeit mit elf Toren bester Torjäger seines Vereins. Auch wenn der KSC 1975/76 knapp die Klasse hielt, konnte sich Gutzeit nicht durchsetzen und absolvierte lediglich sieben Partien mit einem Torerfolg.
Anschließend verließ Gutzeit Karlsruhe und wechselte zum SV Neckargerach. Dort traf Gutzeit in der 2. Runde des DFB-Pokals auf seinen ehemaligen Verein FK Pirmasens, schied jedoch mit 2:3 aus. SV Neckargerach gewann 1976/77 die Meisterschaft in der 1. Amateurliga Nordbaden und Gutzeit hatte in 22 Ligaeinsätzen neun Tore an der Seite von Mitspielern wie Karl Hrynda, Harry Griesbeck und Stephan Groß erzielt.
Am Ende der Saison qualifizierte sich der SVN für die Aufstiegsrunde zur 2. Fußball-Bundesliga, wurde dort allerdings in der Gruppe Baden-Württemberg nur Vierter und damit Letzter.